# Eadwulf von Crediton
Eadwulf († nach 934) war Bischof von Crediton. Er wurde 909 zum Bischof geweiht und trat sein Amt gleichen Jahr an. Er starb nach 934.